# Calcio ai VI Giochi del Mediterraneo
Il torneo di calcio ai VI Giochi del Mediterraneo si è svolto dal 6 ottobre al 16 ottobre 1971.

## Fase a gironi

### Gruppo A
| Gruppo A | Gruppo A | Gruppo A | Gruppo A | Gruppo A | Gruppo A | Gruppo A | Gruppo A | Gruppo A |
| Squadra  | G        | V        | N        | P        | F        | S        | DR       | PT       |
| -------- | -------- | -------- | -------- | -------- | -------- | -------- | -------- | -------- |
| Tunisia  | 3        | 2        | 1        | 0        | 3        | 1        | +2       | 5        |
| Turchia  | 3        | 2        | 1        | 0        | 3        | 1        | +2       | 5        |
| Francia  | 3        | 1        | 0        | 2        | 2        | 3        | -1       | 2        |
| Siria    | 3        | 0        | 0        | 3        | 1        | 4        | -3       | 0        |

| Smirne 6 ottobre 1971 | Turchia | 2 – 1 | Siria |  |

| Smirne 7 ottobre 1971 | Tunisia | 2 – 1 | Francia |  |

| Smirne 9 ottobre 1971 | Turchia | 0 – 0 | Tunisia |  |

| Smirne 9 ottobre 1971 | Francia | 1 – 0 | Siria |  |

| Smirne 12 ottobre 1971 | Tunisia | 1 – 0 | Siria |  |

| Smirne 12 ottobre 1971 | Turchia | 1 – 0 | Francia |  |

### Gruppo B
| Gruppo B         | Gruppo B | Gruppo B | Gruppo B | Gruppo B | Gruppo B | Gruppo B | Gruppo B | Gruppo B |
| Squadra          | G        | V        | N        | P        | F        | S        | DR       | PT       |
| ---------------- | -------- | -------- | -------- | -------- | -------- | -------- | -------- | -------- |
| Jugoslavia       | 2        | 1        | 1        | 0        | 7        | 2        | +5       | 3        |
| Rep. Araba Unita | 2        | 0        | 2        | 0        | 1        | 1        | 0        | 2        |
| Grecia           | 2        | 0        | 1        | 1        | 1        | 6        | -5       | 1        |
| Marocco          | 0        | 0        | 0        | 0        | 0        | 0        | 0        | 0        |

| Smirne 8 ottobre 1971 | Jugoslavia | 6 – 1 | Grecia |  |

| Smirne 8 ottobre 1971 | Rep. Araba Unita | 0 – 1 | Marocco |  |

| Smirne 10 ottobre 1971 | Jugoslavia | 1 – 1 | Rep. Araba Unita |  |

| Smirne 10 ottobre 1971 | Marocco | 1 – 0 | Grecia |  |

| Smirne 13 ottobre 1971 | Jugoslavia | 1 – 0 | Marocco |  |

| Smirne 13 ottobre 1971 | Grecia | 0 – 0 | Rep. Araba Unita |  |

## Finali

### Finale 5/6º posto
| Smirne | Francia | 3 – 1 | Grecia |  |

### Finale 3/4º posto
| Smirne 15 ottobre 1971 | Turchia | 1 – 0 | Rep. Araba Unita |  |

### Finale
| Smirne 16 ottobre 1971 | Jugoslavia | 1 – 0 | Tunisia |  |

## Medagliere
| Posizione | Paese            |
| --------- | ---------------- |
|           | Jugoslavia       |
|           | Tunisia          |
|           | Turchia          |
| 4         | Rep. Araba Unita |
| 5         | Francia          |
| 6         | Grecia           |
| 7         | Siria            |